# 98. Kongress der Vereinigten Staaten
Der 98. Kongress der Vereinigten Staaten bezeichnet die Legislaturperiode von Repräsentantenhaus und Senat in den Vereinigten Staaten zwischen dem 3. Januar 1983 und dem 3. Januar 1985. Alle Abgeordneten des Repräsentantenhauses sowie ein Drittel der Senatoren (Klasse I) waren im November 1982 bei den Kongresswahlen gewählt worden. Dabei ergaben sich in den beiden Kammern unterschiedliche Mehrheiten. Im Senat dominierten die Republikaner und im Repräsentantenhaus die Demokraten. Der Kongress tagte in der amerikanischen Bundeshauptstadt Washington, D.C. Die Sitzverteilung im Repräsentantenhaus basierte auf der Volkszählung von 1980.

## Wichtige Ereignisse
Siehe auch 1983 und 1984
- 3. Januar 1983: Beginn der Legislaturperiode des 98. Kongresses
- 24. Februar 1983: Eine Sonderkommission des Kongresses veröffentlicht einen kritischen Bericht über die Praxis bei der Internierung japanischstämmiger Amerikaner während des Zweiten Weltkriegs.
- 23. März 1983: Präsident Ronald Reagan unterbreitet seinen Vorschlag zur Strategic Defense Initiative.
- 18. April 1983: Bei einem Bombenanschlag auf die Amerikanische Botschaft in Beirut kommen 63 Menschen ums Leben.
- 23. Oktober 1983: Bei gleichzeitig durchgeführten Selbstmord Anschlägen mit LKWs auf Amerikanische und Französische Militäreinrichtungen in Beirut werden 241 amerikanische und 58 französische Soldaten sowie 6 libanesische Zivilisten getötet.
- 25. Oktober 1983: Amerikanische Invasion in Grenada.
- 6. November 1984: Präsidentschafts und Kongress Wahlen. Ronald Reagan wird als Präsident wiedergewählt. Bei den Kongress Wahlen ändern sich die Stimmenverhältnisse in beiden Kammern nur leicht. Es bleibt bei den bestehenden Mehrheiten in beiden Kammern.

## Die wichtigsten Gesetze
In den Sitzungsperioden des 98. Kongresses wurden unter anderem folgende Bundesgesetze verabschiedet (siehe auch: Gesetzgebungsverfahren):
- 20. April 1983: Social Security Amendments of 1983
- 2. November 1983: Martin Luther King Day Gesetz zur Einführung eines Feiertags zu Ehren von King.
- 17. Juli 1984: National Minimum Drinking Age Act
- 28. September 1984: Voting Accessibility for the Elderly and Handicapped Act
- 12. Oktober 1984: Comprehensive Crime Control Act
- 19. Oktober 1984: National Archives and Records Administration
- 19. Oktober 1984: Aviation Drug-Trafficking Control Act of 1984

## Zusammensetzung nach Parteien

### Senat

Mehrheitsverhältnis im Senat des 98. Kongresses
45 demokratische Senatoren
55 republikanische Senatoren

|                | Partei (Schattierung zeigt Mehrheitspartei) | Partei (Schattierung zeigt Mehrheitspartei) | Partei (Schattierung zeigt Mehrheitspartei) | Total |   |
| -------------- | ------------------------------------------- | ------------------------------------------- | ------------------------------------------- | ----- | - |
|                |                                             |                                             |                                             | Total |   |
| Demokraten     | Republikaner                                | Sonstige                                    | Vakant                                      | Total |   |
| 97. Kongresses | 46                                          | 53                                          | 1                                           | 100   | 0 |
|                |                                             |                                             |                                             |       |   |
| 98. Kongress   | 45                                          | 55                                          | 0                                           | 100   |   |
| 99. Kongress   | 47                                          | 53                                          | 0                                           | 100   |   |

### Repräsentantenhaus
|                | Partei (Schattierung zeigt Mehrheitspartei) | Partei (Schattierung zeigt Mehrheitspartei) | Partei (Schattierung zeigt Mehrheitspartei) | Total |   |
| -------------- | ------------------------------------------- | ------------------------------------------- | ------------------------------------------- | ----- | - |
|                |                                             |                                             |                                             | Total |   |
| Demokraten     | Republikaner                                | Sonstige                                    | Vakant                                      | Total |   |
| 97. Kongresses | 244                                         | 191                                         | 0                                           | 435   | 2 |
|                |                                             |                                             |                                             |       |   |
| 98. Kongress   | 269                                         | 166                                         | 0                                           | 435   |   |
| 99. Kongress   | 253                                         | 182                                         | 0                                           | 435   |   |

Außerdem gab es noch fünf nicht stimmberechtigte Kongressdelegierte.

## Amtsträger

### Senat
- Präsident des Senats: George H. W. Bush (R)
- Präsident pro tempore: Strom Thurmond (R)

#### Führung der Mehrheitspartei
- Mehrheitsführer: Howard Baker (R)
- Mehrheitswhip: Ted Stevens (R)

#### Führung der Minderheitspartei
- Minderheitsführer: Robert Byrd (D)
- Minderheitswhip: Alan Cranston (D)

### Repräsentantenhaus
- Sprecher des Repräsentantenhauses: Tip O’Neill (D)

#### Führung der Mehrheitspartei
- Mehrheitsführer: Jim Wright (D)
- Mehrheitswhip: Tom Foley (D)

#### Führung der Minderheitspartei
- Minderheitsführer: Robert H. Michel (R)
- Minderheitswhip: Trent Lott

## Senatsmitglieder
Im 98. Kongress vertraten folgende Senatoren ihre jeweiligen Bundesstaaten:
| Alabama - 2. Howell Heflin (D) - 3. Jeremiah Denton (R) Alaska - 2. Ted Stevens (R) - 3. Frank Murkowski (R) Arizona - 1. Dennis DeConcini (D) - 3. Barry Goldwater (R) Arkansas - 2. David Pryor (D) - 3. Dale Bumpers (D) Kalifornien - 1. Pete Wilson (R) - 3. Alan Cranston (D) Colorado - 2. William L. Armstrong (R) - 3. Gary Hart (D) Connecticut - 1. Lowell P. Weicker, Jr. (R) - 3. Chris Dodd (D) Delaware - 1. William V. Roth (R) - 2. Joe Biden (D) Florida - 1. Lawton Chiles (D) - 3. Paula Hawkins (R) Georgia - 2. Sam Nunn (D) - 3. Mack Mattingly (R) Hawaii - 1. Spark Matsunaga (D) - 2. Daniel Inouye (D) Idaho - 2. James A. McClure (R) - 3. Steve Symms (R) Illinois - 2. Charles H. Percy (R) - 3. Alan J. Dixon (D) Indiana - 1. Richard Lugar (R) - 3. Dan Quayle (R) Iowa - 2. Roger Jepsen (R) - 3. Chuck Grassley (R) Kansas - 2. Nancy Landon Kassebaum (R) - 3. Bob Dole (R) Kentucky - 2. Walter Huddleston (D) - 3. Wendell Ford (D) Louisiana - 2. Bennett Johnston (D) - 3. Russell B. Long (D) Maine - 1. George J. Mitchell (D) - 2. William Cohen (R) Maryland - 1. Paul Sarbanes (D) - 3. Charles Mathias (R) Massachusetts - 1. Edward Kennedy (D) - 2. Paul Tsongas (D) bis zum 2. Januar 1985 - John Kerry (D) ab dem 2. Januar 1985 Michigan - 1. Donald W. Riegle (D) - 2. Carl Levin (D) Minnesota - 1. David Durenberger (R) - 2. Rudy Boschwitz (R) Mississippi - 1. John C. Stennis (D) - 2. Thad Cochran (R) Missouri - 1. John Danforth (R) - 3. Thomas Eagleton (D) | Montana - 1. John Melcher (D) - 2. Max Baucus (D) Nebraska - 1. Edward Zorinsky (D) - 2. J. James Exon (D) Nevada - 1. Chic Hecht (R) - 3. Paul Laxalt (R) New Hampshire - 2. Gordon J. Humphrey (R) - 3. Warren Rudman (R) New Jersey - 1. Frank Lautenberg (D) - 2. Bill Bradley (D) New Mexico - 1. Jeff Bingaman (D) - 2. Pete Domenici (R) New York - 1. Daniel Patrick Moynihan (D) - 3. Al D’Amato (R) North Carolina - 2. Jesse Helms (R) - 3. John Porter East (R) North Dakota - 1. Quentin N. Burdick (D) - 3. Mark Andrews (R) Ohio - 1. Howard Metzenbaum (D) - 3. John Glenn (D) Oklahoma - 2. David L. Boren (D) - 3. Don Nickles (R) Oregon - 2. Mark Hatfield (R) - 3. Bob Packwood (R) Pennsylvania - 1. Henry John Heinz III (R) - 3. Arlen Specter (R) Rhode Island - 1. John Chafee (R) - 2. Claiborne Pell (D) South Carolina - 2. Strom Thurmond (R) - 3. Fritz Hollings (D) South Dakota - 2. Larry Pressler (R) - 3. James Abdnor (R) Tennessee - 1. Jim Sasser (D) - 2. Howard Baker (R) Texas - 1. Lloyd Bentsen (D) - 2. John Tower (R) Utah - 1. Orrin Hatch (R) - 3. Jake Garn (R) Vermont - 1. Robert Stafford (R) - 3. Patrick Leahy (D) Virginia - 1. Paul S. Trible (R) - 2. John Warner (R) Washington - 1. Henry M. Jackson (D) bis zum 1. September 1983 - Daniel J. Evans (R) ab dem 12. September 1983 - 3. Slade Gorton (R) West Virginia - 1. Robert Byrd (D) - 2. Jennings Randolph (D) Wisconsin - 1. William Proxmire (D) - 3. Bob Kasten (R) Wyoming - 1. Malcolm Wallop (R) - 2. Alan K. Simpson (R) |

## Mitglieder des Repräsentantenhauses
Folgende Kongressabgeordnete vertraten im 98. Kongress die Interessen ihrer jeweiligen Bundesstaaten:
| Alabama 7 Wahlbezirke - 1. William J. Edwards (R) - 2. William Louis Dickinson (R) - 3. Bill Nichols (D) - 4. Tom Bevill (D) - 5. Ronnie Flippo (D) - 6. Ben Erdreich (D) - 7. Richard Shelby (D) Alaska Staatsweite Wahl - Don Young (R) Arizona 5 Wahlbezirke - 1. John McCain (R) - 2. Mo Udall (D) - 3. Bob Stump (D) - 4. Eldon Rudd (R) - 5. James F. McNulty (D) Arkansas 4 Wahlbezirke - 1. William Vollie Alexander (D) - 2. Ed Bethune (R) - 3. John Paul Hammerschmidt (R) - 4. Beryl Anthony, Jr. (D) Kalifornien 45 Wahlbezirke - 1. Douglas H. Bosco (D) - 2. Eugene A. Chappie (R) - 3. Bob Matsui (D) - 4. Victor H. Fazio (D) - 5. Phillip Burton (D) bis zum 10. April 1983 - Sala Burton (D) ab dem 21. Juni 1983 - 6. Barbara Boxer (D) - 7. George Miller (D) - 8. Ron Dellums (D) - 9. Pete Stark (D) - 10. Don Edwards (D) - 11. Tom Lantos (D) - 12. Ed Zschau (R) - 13. Norman Mineta (D) - 14. Norman D. Shumway (R) - 15. Tony Coelho (D) - 16. Leon Panetta (D) - 17. Charles Pashayan (R) - 18. Richard H. Lehman (D) - 19. Robert J. Lagomarsino (R) - 20. Bill Thomas (R) - 21. Bobbi Fiedler (R) - 22. Carlos Moorhead (R) - 23. Anthony C. Beilenson (D) - 24. Henry Waxman (D) - 25. Edward R. Roybal (D) - 26. Howard Berman (D) - 27. Mel Levine (D) - 28. Julian C. Dixon (D) - 29. Augustus F. Hawkins (D) - 30. Matthew G. Martínez (D) - 31. Mervyn M. Dymally (D) - 32. Glenn M. Anderson (D) - 33. David Dreier (R) - 34. Esteban Edward Torres (D) - 35. Jerry Lewis (R) - 36. George Brown Jr. (D) - 37. Al McCandless (R) - 38. Jerry M. Patterson (D) - 39. William E. Dannemeyer (R) - 40. Robert Badham (R) - 41. William David Lowery (R) - 42. Dan Lungren (R) - 43. Ron Packard (R) - 44. Jim Bates (D) - 45. Duncan Hunter (R) Colorado 6 Wahlbezirke - 1. Patricia Schroeder (D) - 2. Tim Wirth (D) - 3. Raymond P. Kogovsek (D) - 4. Hank Brown (R) - 5. Ken Kramer (R) - 6. Daniel Schaefer (R) ab dem 29. März 1983 Connecticut 6 Wahlbezirke - 1. Barbara B. Kennelly (D) - 2. Sam Gejdenson (D) - 3. Bruce Morrison (D) - 4. Stewart McKinney (R) - 5. William R. Ratchford (D) - 6. Nancy Johnson (R) Delaware Staatsweite Wahl - Tom Carper (D) Florida 19 Wahlbezirke - 1. Earl Dewitt Hutto (D) - 2. Don Fuqua (D) - 3. Charles Edward Bennett (D) - 4. William V. Chappell (D) - 5. Bill McCollum (R) - 6. Buddy MacKay (D) - 7. Sam Gibbons (D) - 8. Bill Young (R) - 9. Michael Bilirakis (R) - 10. Andy Ireland (D) wechselte während der Legislaturperiode zu (R) - 11. Bill Nelson (D) - 12. Tom Lewis (R) - 13. Connie Mack III (R) - 14. Daniel A. Mica (D) - 15. E. Clay Shaw (R) - 16. Lawrence J. Smith (D) - 17. William Lehman (D) - 18. Claude Pepper (D) - 19. Dante Fascell (D) Georgia 10 Wahlbezirke - 1. Lindsay Thomas (D) - 2. Charles Floyd Hatcher (D) - 3. Richard Ray (D) - 4. Elliott H. Levitas (D) - 5. Wyche Fowler (D) - 6. Newt Gingrich (R) - 7. Larry McDonald (D) bis zum 1. September 1983 - George Darden (D) ab dem 8. November 1983 - 8. J. Roy Rowland (D) - 9. Ed Jenkins (D) - 10. Doug Barnard (D) Hawaii 2 Wahlbezirke - 1. Cecil Heftel (D) - 2. Daniel Akaka (D) Idaho 2 Wahlbezirke - 1. Larry Craig (R) - 2. George V. Hansen (R) Illinois 22 Wahlbezirke - 1. Harold Washington (D) bis zum 30. April 1983 - Charles Hayes (D) ab dem 23. August 1983 - 2. Gus Savage (D) - 3. Marty Russo (D) - 4. George M. O’Brien (R) - 5. Bill Lipinski (D) - 6. Henry Hyde (R) - 7. Cardiss Collins (D) - 8. Dan Rostenkowski (D) - 9. Sidney R. Yates (D) - 10. John Edward Porter (R) - 11. Frank Annunzio (D) - 12. Phil Crane (R) - 13. John N. Erlenborn (R) - 14. Tom Corcoran (R) bis zum 28. November 1984 - 15. Edward Rell Madigan (R) - 16. Lynn Morley Martin (R) - 17. Lane Evans (D) - 18. Robert H. Michel (R) - 19. Dan Crane (R) - 20. Dick Durbin (D) - 21. Charles Melvin Price (D) - 22. Paul M. Simon (D) Indiana 10 Wahlbezirke - 1. Katie Hall (D) - 2. Philip R. Sharp (D) - 3. John P. Hiler (R) - 4. Dan Coats (R) - 5. Elwood Hillis (R) - 6. Dan Burton (R) - 7. John T. Myers (R) - 8. Frank McCloskey (D) - 9. Lee H. Hamilton (D) - 10. Andrew Jacobs Jr. (D) Iowa 6 Wahlbezirke - 1. Jim Leach (R) - 2. Tom Tauke (R) - 3. T. Cooper Evans (R) - 4. Neal Edward Smith (D) - 5. Tom Harkin (D) - 6. Berkley Bedell (D) Kansas 5 Wahlbezirke. - 1. Pat Roberts (R) - 2. Jim Slattery (D) - 3. Larry Winn (R) - 4. Dan Glickman (D) - 5. Bob Whittaker (R) Kentucky 7 Wahlbezirke - 1. Carroll Hubbard (D) - 2. William Huston Natcher (D) - 3. Romano L. Mazzoli (D) - 4. Gene Snyder (R) - 5. Hal Rogers (R) - 6. Larry Hopkins (R) - 7. Carl D. Perkins (D) bis zum 3. August 1984 - Carl C. Perkins (D) ab dem 6. November 1984 Louisiana 8 Wahlbezirke - 1. Bob Livingston (R) - 2. Lindy Boggs (D) - 3. Billy Tauzin (D) - 4. Buddy Roemer (D) - 5. Jerry Huckaby (D) - 6. Henson Moore (R) - 7. John Breaux (D) - 8. Gillis William Long (D) Maine 2 Wahlbezirke - 1. John McKernan Jr. (R) - 2. Olympia Snowe (R) Maryland 8 Wahlbezirke - 1. Roy Dyson (D) - 2. Clarence Long (D) - 3. Barbara Mikulski (D) - 4. Marjorie Holt (R) - 5. Steny Hoyer (D) - 6. Beverly Byron (D) - 7. Parren Mitchell (D) - 8. Michael D. Barnes (D) Massachusetts 11 Wahlbezirke - 1. Silvio O. Conte (R) - 2. Edward Boland (D) - 3. Joseph D. Early (D) - 4. Barney Frank (D) - 5. James Michael Shannon (D) - 6. Nicholas Mavroules (D) - 7. Ed Markey (D) - 8. Tip O’Neill (D) - 9. Joe Moakley (D) - 10. Gerry Studds (D) - 11. Brian J. Donnelly (D) Michigan 18 Wahlbezirke - 1. John Conyers (D) - 2. Carl Pursell (R) - 3. Howard Wolpe (D) - 4. Mark D. Siljander (R) - 5. Harold S. Sawyer (R) - 6. Milton Robert Carr (D) - 7. Dale E. Kildee (D) - 8. J. Bob Traxler (D) - 9. Guy Vander Jagt (R) - 10. Donald J. Albosta (D) - 11. Robert William Davis (R) - 12. David E. Bonior (D) - 13. George W. Crockett (D) - 14. Dennis M. Hertel (D) - 15. William D. Ford (D) - 16. John Dingell Jr. (D) - 17. Sander M. Levin (D) - 18. William Broomfield (R) Minnesota 8 Wahlbezirke - 1. Tim Penny (DFL= Democratic Farmer Labor Party) - 2. Vin Weber (R) - 3. Bill Frenzel (R) - 4. Bruce Vento (DFL) - 5. Martin Olav Sabo (DFL) - 6. Gerry Sikorski (DFL) - 7. Arlan Stangeland (R) - 8. Jim Oberstar (DFL) Mississippi 5 Wahlbezirke - 1. Jamie L. Whitten (D) - 2. Webb Franklin (R) - 3. Sonny Montgomery (D) - 4. Wayne Dowdy (D) - 5. Trent Lott (R) | Missouri 9 Wahlbezirke - 1. Bill Clay (D) - 2. Robert A. Young (D) - 3. Dick Gephardt (D) - 4. Ike Skelton (D) - 5. Alan Wheat (D) - 6. Earl Thomas Coleman (R) - 7. Gene Taylor (R) - 8. Bill Emerson (R) - 9. Harold Volkmer (D) Montana 2 Wahlbezirke - 1. John Patrick Williams (D) - 2. Ron Marlenee (R) Nebraska 3 Wahlbezirke - 1. Doug Bereuter (R) - 2. Hal Daub (R) - 3. Virginia Smith (R) Nevada 2. Wahlbezirkel - 1. Harry Reid (D) - 2. Barbara Vucanovich (R) New Hampshire 2 Wahlbezirke - 1. Norman D’Amours (D) - 2. Judd Gregg (R) New Jersey 14 Wahlbezirke - 1. James Florio (D) - 2. William J. Hughes (D) - 3. James J. Howard (D) - 4. Chris Smith (R) - 5. Marge Roukema (R) - 6. Bernard J. Dwyer (D) - 7. Matthew John Rinaldo (R) - 8. Robert A. Roe (D) - 9. Robert Torricelli (D) - 10. Peter Wallace Rodino (D) - 11. Joseph Minish (D) - 12. Jim Courter (R) - 13. Edwin B. Forsythe (R) bis zum 29. März 1984 - Jim Saxton (R) ab dem 6. November 1984 - 14. Frank Joseph Guarini (D) New Mexico 3 Wahlbezirke - 1. Manuel Lujan (R) - 2. Joe Skeen (R) - 3. Bill Richardson (D) New York 34 Wahlbezirke - 1. William Carney (R) - 2. Thomas Downey (D) - 3. Robert Mrazek (D) - 4. Norman F. Lent (R) - 5. Raymond J. McGrath (R) - 6. Joseph Patrick Addabbo (D) - 7. Benjamin Stanley Rosenthal (D) bis zum 4. Januar 1983 - Gary Ackerman (D) ab dem 1. März 1983 - 8. James H. Scheuer (D) - 9. Geraldine Ferraro (D) - 10. Charles Schumer (D) - 11. Ed Towns (D) - 12. Major Owens (D) - 13. Stephen J. Solarz (D) - 14. Guy Molinari (R) - 15. Bill Green (R) - 16. Charles B. Rangel (D) - 17. Theodore S. Weiss (D) - 18. Robert García (D) - 19. Mario Biaggi (D) - 20. Richard Ottinger (D) - 21. Hamilton Fish IV (R) - 22. Benjamin A. Gilman (R) - 23. Samuel S. Stratton (D) - 24. Gerald B. H. Solomon (R) - 25. Sherwood Boehlert (R) - 26. David O’Brien Martin (R) - 27. George C. Wortley (R) - 28. Matthew F. McHugh (D) - 29. Frank Horton (R) - 30. Barber B. Conable (R) - 31. Jack Kemp (R) - 32. John J. LaFalce (D) - 33. Henry J. Nowak (D) - 34. Stan Lundine (D) North Carolina 11 Wahlbezirke - 1. Walter B. Jones Sr. (D) - 2. Tim Valentine (D) - 3. Charles Orville Whitley (D) - 4. Ike Franklin Andrews (D) - 5. Stephen L. Neal (D) - 6. Charles Robin Britt (D) - 7. Charles Grandison Rose (D) - 8. Bill Hefner (D) - 9. James G. Martin (R) - 10. Jim Broyhill (R) - 11. James M. Clarke (D) North Dakota 1 Wahlbezirk (staatsweit) - 1. Byron Dorgan (D) Ohio 21 Wahlbezirke - 1. Tom Luken (D) - 2. Bill Gradison (R) - 3. Tony Hall (D) - 4. Michael Oxley (R) - 5. Del Latta (R) - 6. Bob McEwen (R) - 7. Mike DeWine (R) - 8. Tom Kindness (R) - 9. Marcy Kaptur (D) - 10. Clarence E. Miller (R) - 11. Dennis E. Eckart (D) - 12. John Kasich (R) - 13. Don Pease (D) - 14. John F. Seiberling (D) - 15. Chalmers Wylie (R) - 16. Ralph Regula (R) - 17. Lyle Williams (R) - 18. Douglas Applegate (D) - 19. Ed Feighan (D) - 20. Mary Rose Oakar (D) - 21. Louis Stokes (D) Oklahoma 6 Wahlbezirke - 1. James Robert Jones (D) - 2. Mike Synar (D) - 3. Wes Watkins (D) - 4. Dave McCurdy (D) - 5. Mickey Edwards (R) - 6. Glenn English (D) Oregon 5 Wahlbezirke - 1. Les AuCoin (D) - 2. Robert Freeman Smith (R) - 3. Ron Wyden (D) - 4. James H. Weaver (D) - 5. Denny Smith (R) Pennsylvania 23 Wahlbezirke - 1. Thomas M. Foglietta (D) - 2. William H. Gray (D) - 3. Robert A. Borski (D) - 4. Joseph P. Kolter (D) - 5. Richard T. Schulze (R) - 6. Gus Yatron (D) - 7. Robert W. Edgar (D) - 8. Peter H. Kostmayer (D) - 9. Bud Shuster (R) - 10. Joseph M. McDade (R) - 11. Frank G. Harrison (D) - 12. John Murtha (D) - 13. Lawrence Coughlin (R) - 14. William J. Coyne (D) - 15. Donald L. Ritter (R) - 16. Robert Smith Walker (R) - 17. George Gekas (R) - 18. Doug Walgren (D) - 19. William F. Goodling (R) - 20. Joseph M. Gaydos (D) - 21. Tom Ridge (R) - 22. Austin Murphy (D) - 23. William F. Clinger (R) Rhode Island 2 Wahlbezirke - 1. Fernand St. Germain (D) - 2. Claudine Schneider (R) South Carolina 6 Wahlbezirke. - 1. Thomas F. Hartnett (R) - 2. Floyd Spence (R) - 3. Butler Derrick (D) - 4. Carroll Campbell Jr. (R) - 5. John Spratt (D) - 6. Robin Tallon (D) South Dakota 1 Wahlbezirk (staatsweit) - 1. Tom Daschle (D) Tennessee 9 Wahlbezirke - 1. Jimmy Quillen (R) - 2. John Duncan Sr. (R) - 3. Marilyn Lloyd (D) - 4. Jim Cooper (D) - 5. Bill Boner (D) - 6. Al Gore (D) - 7. Don Sundquist (R) - 8. Ed Jones (D) - 9. Harold Ford Sr. (D) Texas 27 Wahlbezirke - 1. Sam B. Hall (D) - 2. Charlie Wilson (D) - 3. Steve Bartlett (R) - 4. Ralph Hall (D) - 5. John Wiley Bryant (D) - 6. Phil Gramm (D) mit einer Unterbrechung vom 6. Jan. bis zum 12. Feb. 1983. Gleichzeitig wechselte er zu (R) - 7. William Archer Jr. (R) - 8. Jack Fields (R) - 9. Jack Bascom Brooks (D) - 10. J. J. Pickle (D) - 11. Marvin Leath (D) - 12. Jim Wright (D) - 13. Jack English Hightower (D) - 14. William Neff Patman (D) - 15. Kika de la Garza (D) - 16. Ronald D. Coleman (D) - 17. Charles Stenholm (D) - 18. Mickey Leland (D) - 19. Kent Hance (D) - 20. Henry B. Gonzalez (D) - 21. Tom Loeffler (R) - 22. Ron Paul (R) - 23. Abraham Kazen (D) - 24. Martin Frost (D) - 25. Michael A. Andrews (D) - 26. Tom Vandergriff (D) - 27. Solomon P. Ortiz (D) Utah 3 Wahlbezirke - 1. James V. Hansen (R) - 2. David Daniel Marriott (R) - 3. Howard C. Nielson (R) Vermont 1 Wahlbezirk (staatsweit) - 1. Jim Jeffords (R) Virginia 10 Wahlbezirke - 1. Herbert H. Bateman (R) - 2. G. William Whitehurst (R) - 3. Thomas J. Bliley (R) - 4. Norman Sisisky (D) - 5. Dan Daniel (D) - 6. Jim Olin (D) - 7. J. Kenneth Robinson (R) - 8. Stanford Parris (R) - 9. Rick Boucher (D) - 10. Frank Wolf (R) Washington 8 Wahlbezirke - 1. Joel Pritchard (R) - 2. Al Swift (D) - 3. Don Bonker (D) - 4. Sid Morrison (R) - 5. Tom Foley (D) - 6. Norman D. Dicks (D) - 7. Mike Lowry (D) - 8. Rod Chandler (R) West Virginia 4 Wahlbezirke - 1. Alan Mollohan (D) - 2. Harley Staggers Jr. (D) - 3. Bob Wise (D) - 4. Nick Rahall (D) Wisconsin 9 Wahlbezirke - 1. Les Aspin (D) - 2. Robert Kastenmeier (D) - 3. Steven Gunderson (R) - 4. Clement J. Zablocki (D) bis zum 3. Dezember 1983 - Jerry Kleczka (D) ab dem 3. April 1984 - 5. Jim Moody (D) - 6. Tom Petri (R) - 7. Dave Obey (D) - 8. Toby Roth (R) - 9. Jim Sensenbrenner (R) Wyoming Staatsweite Wahlen - Dick Cheney (R) |

Nicht stimmberechtigte Mitglieder im Repräsentantenhaus:
- Amerikanisch-Samoa
  - Fofó Iosefa Fiti Sunia (D)
- District of Columbia
  - Walter E. Fauntroy (D)
- Guam
  - Antonio Borja Won Pat (D)
- Puerto Rico:
  - Baltasar Corrada del Río
- Amerikanische Jungferninseln
  - Ron de Lugo (D)